# Juri Sergejewitsch Sachnowski
Juri Sergejewitsch Sachnowski (russisch Юрий Сергеевич Сахновский, wiss. Transliteration Jurij Sergeevič Sachnovskij, auch Yuri Sergeevich Sakhnovsky; 1866–1930) war ein russischer Komponist, Dirigent und Musikkritiker.

## Leben und Werk
Sachnowski besuchte das Gymnasium und studierte zunächst selbständig Musik. 1895–1899 studierte er am Moskauer Konservatorium (Harmoniekurs bei A. S. Arenski, Kontrapunktklasse S. I. Tanejew), wo er in der Kompositionsklasse von M. M. Ippolitow-Iwanow mit einer großen Silbermedaille abschloss. Er war mit R. Glière und S. Rachmaninow befreundet. Seit 1901 veröffentlicht er (in den Zeitungen Kurjer (Курьер), Russkije wedomosti u. a.) Artikel über die Werke von A. N. Skrjabin, N. A. Rimski-Korsakow und Sergei Rachmaninow. Seit 1906 war er Mitglied der Direktion der Moskauer Außenstelle der Russischen Musikgesellschaft (IRMO). Nach der Revolution arbeitete er in der konzertpolitischen Abteilung der Musikabteilung der NARKOMPROS. Sein Abschlusswerk war eine Kantate für Soli, Chor und Orchester (nach dem Erlkönig Goethes, in Übersetzung von Wassili Schukowski), uraufgeführt im Säulensaal. Er schrieb Instrumental- und Vokalwerke. Die meisten Werke blieben im Manuskript; er veröffentlichte hauptsächlich Romanzen und Chöre. Als Dirigent trat er in den symphonischen Veranstaltungen des IRME-Musikinstituts mit eigenen Werken in den von S. N. Wassilenko gegründeten historischen Konzerten auf. Er arbeitete mit Kirchenchören.
Sachnowski spielte eine herausragende Rolle bei der Entwicklung der Chorkunst in Russland. In seinen weltlichen Chorwerken vertonte er Texte von I. Bunin, Heinrich Heine (Übersetzung A. Maikow), M. Lochwizkaja, A. Fet. Sie fanden jüngst Aufnahme in der Anthologie der russischen weltlichen A-cappella-Chormusik des 19. bis frühen 20. Jahrhunderts (Band 17).